# Nadvoicy
Nadvoicy (in russo Надвоицы?; in careliano: Vojačču) è un insediamento di tipo urbano della Russia situato nella Repubblica di Carelia. Appartiene al rajon Segežskij ed ha un proprio centro amministrativo. 
L'insediamento è situato sulla penisola Majnavolok, sulla sponda sud-occidentale del lago Voickoe, sulla punta nord-occidentale del lago Vygozero che fa parte della rotta del canale Mar Bianco-Mar Baltico.